# Ioana Petrescu
Ioana Maria Petrescu, née le 1er juillet 1980 à Bucarest, est une femme d'État roumaine. Elle est ministre des Finances publiques entre mars et décembre 2014.

## Biographie

### Formation et vie professionnelle
Elle obtient une licence de mathématiques et sciences économiques en 2003 au Wellesley College, puis passe avec succès cinq ans plus tard un doctorat de droit fiscal à l'université Harvard. Entre 2008 et 2013, elle travaille comme chercheuse et enseignante aux États-Unis.

### Engagement politique
Elle est nommée conseillère d'État auprès du Premier ministre social-démocrate roumain Victor Ponta en septembre 2013. Le 4 mars 2014, Ioana Petrescu devient ministre des Finances publiques dans le gouvernement Ponta III, étant la première femme à occuper un tel poste.
Elle est remplacée le 14 décembre suivant par son ministre délégué au Budget, Darius Vâlcov.